# Eutelia sommereri
Eutelia sommereri là một loài bướm đêm trong họ Noctuidae.